# Deephaven (Minnesota)
Deephaven és una població dels Estats Units a l'estat de Minnesota. Segons el cens del tenia 3.853 habitants.

## Demografia
Segons el cens del 2000, Deephaven tenia 3.853 habitants, 1.373 habitatges, i 1.098 famílies. La densitat de població era de 635,7 habitants per km².
Dels 1.373 habitatges en un 42,4% hi vivien nens de menys de 18 anys, en un 71,7% hi vivien parelles casades, en un 5,9% dones solteres, i en un 20% no eren unitats familiars. En el 16,6% dels habitatges hi vivien persones soles el 6,3% de les quals corresponia a persones de 65 anys o més que vivien soles. El nombre mitjà de persones vivint en cada habitatge era de 2,79 i el nombre mitjà de persones que vivien en cada família era de 3,16.
Per edats la població es repartia de la següent manera: un 30,5% tenia menys de 18 anys, un 3,7% entre 18 i 24, un 25,2% entre 25 i 44, un 29,8% de 45 a 60 i un 10,8% 65 anys o més.
L'edat mediana era de 40 anys. Per cada 100 dones de 18 o més anys hi havia 94,4 homes.
La renda mediana per habitatge era de 101.278 $ i la renda mediana per família de 107.422 $. Els homes tenien una renda mediana de 71.181 $ mentre que les dones 42.297 $. La renda per capita de la població era de 58.544 $. Entorn de l'1% de les famílies i el 2,6% de la població estaven per davall del llindar de pobresa.

## Poblacions més properes
El següent diagrama mostra les poblacions més properes.